# Березів Середній (ґміна)
Ґміна Березув Сьредні — адміністративна субодиниця Коломийського повіту Станиславівського воєводства та у Крайсгауптманшафті Коломия Дистрикту Галичина Третього Райху. Утворена 1 серпня 1934 року згідно з розпорядженням Міністерства внутрішніх справ РП від 26 липня 1934 за підписом міністра Мар'яна Зиндрама-Косьцялковського під час адміністративної реформи. Згідно адміністративної реформи, село Середній Березів стало центром сільської ґміни Березув Сьредні.
Утворена з попередніх самоврядних сільських ґмін Акрешори, Баня Березув, Березув Ніжни, Березув Сьредні, Березув Вижни, Лючкі, Текуча.
У 1934 р. територія ґміни становила 92,28 км². Населення ґміни станом на 1931 рік становило 10 776 осіб. Налічувалось 2 697 житлових будинків.
Ґміна ліквідована в 1940 р. у зв’язку з утворенням Яблунівського району.
Гміна (волость) була відновлена на час німецької окупації з липня 1941 р. до березня 1944 р. 
Станом на 1.03.1943 населення ґміни становило 10 375 осіб..
Після зайняття території ґміни Червоною армією в 1944 р. - ґміну  ліквідовано і відновлений поділ на райони.